# سورسافيسي
سورسافيسي هي بحيرة متوسطة الحجم إلى حد ما في جنوب شرق فنلندا وجزئيا في منطقة سافونيا الجنوبية وجزئيا في سافونيا الشمالية. وهي تنتمي إلى منطقة استجماع فووكسي الرئيسية.